# Куріпчине
Курі́пчине — село в Україні, у Мигіївській сільській громаді Первомайського району Миколаївської області. Населення становить 127 осіб.

## Населення

### Мова
Розподіл населення за рідною мовою за даними перепису 2001 року:

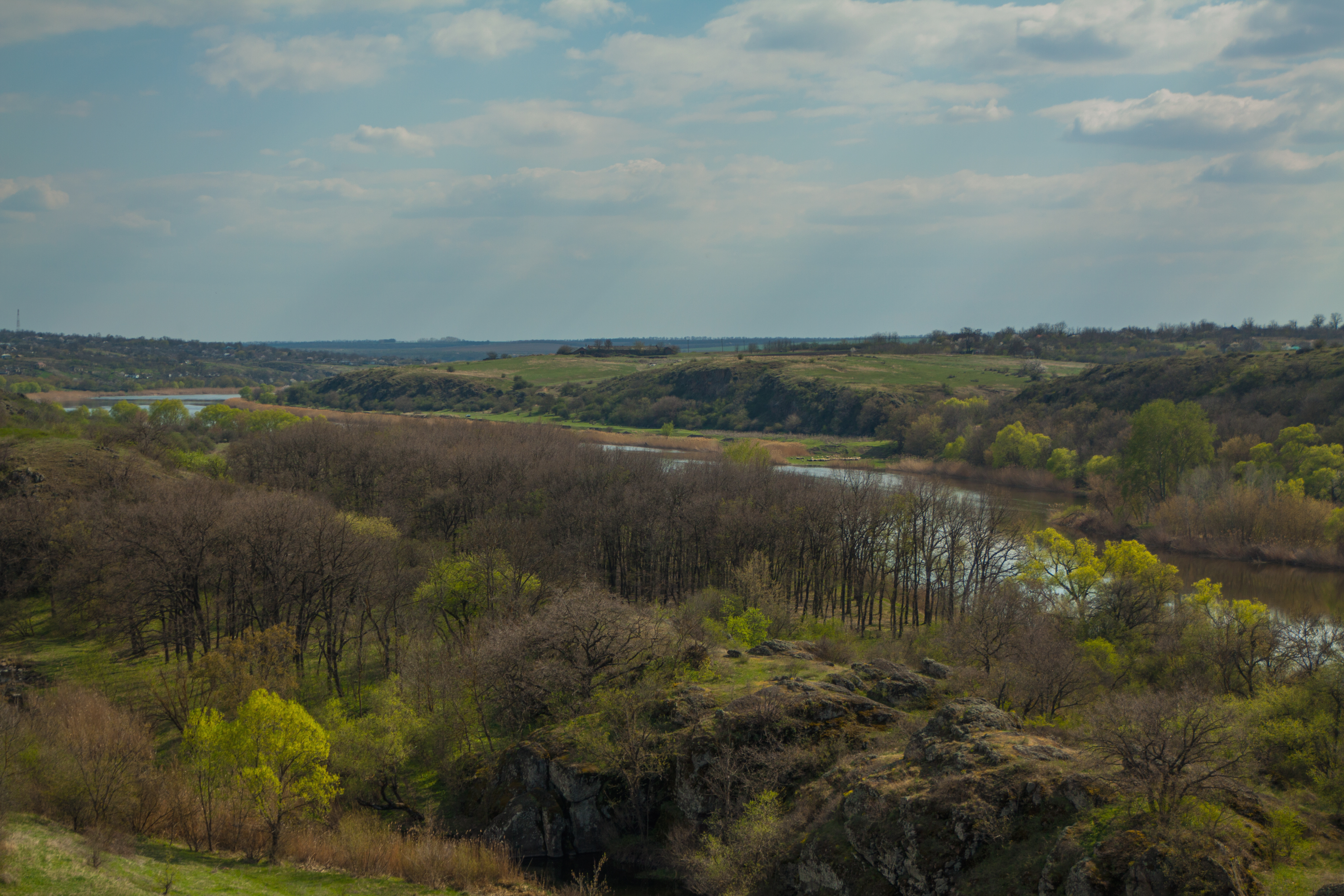
Південний Буг біля Куріпчиного

| Мова       | Кількість | Відсоток |
| ---------- | --------- | -------- |
| українська | 117       | 92.13%   |
| російська  | 7         | 5.51%    |
| румунська  | 3         | 2.36%    |
| Усього     | 127       | 100%     |